# Fazlullah
Fazlullah (właśc. Fazal Hajat, ur. 1974 w Wadi-e Swat, zm. 14 czerwca 2018 w prowincji Kunar) – pakistański terrorysta, przywódca talibańskiego ugrupowania zbrojnego Tehrik-i-Taliban Pakistan (TTP) w dolinie Wadi-e Swat oraz dowódca generalny organizacji od 2013.

## Życiorys

### Wczesne życie
Fazlullah urodził się w 1974 w Wadi-e Swat. Poślubił córkę Sufiego Muhammada, założyciela Tehreek-e-Nafaz-e-Shariat-e-Mohammadi. Na początku lat 2000. stanął na czele tej zdelegalizowanej fundamentalistycznej organizacji.
W 2001 podczas amerykańskiej inwazji na Afganistan brał udział w walkach po stronie afgańskich talibów. Po powrocie do Pakistanu został aresztowany i skazany na 17 miesięcy więzienia.
Jego hobby była jazda konno, podczas kazań nadawanych przez lokalne stacje radiowe przedstawiał fragmenty Koranu i domagał się wprowadzenia szariatu, przez co otrzymał przydomek "Mullah Radio". Opowiadał się za turystyką w dolinie Swat, gdzie, jak twierdził, stworzył "atmosferę pokoju" dla turystów. Był przeciwko szczepieniom na polio, gdyż według niego nie były zgodne z szariatem. Twierdził, iż jest przeciwny edukacji kobiet oraz że program nauczania proponowany przez władze zawierał "nieprzyzwoite treści". Uważał, że władza prezydenta Pakistanu Perveza Musharrafa pochodzi od szatana.

### Dowództwo w dolinie Wadi-e Swat
Po założeniu przez Baitullaha Mehsuda federacji ugrupowań talibańskich Tehrik-i-Taliban Pakistan, został mianowany dowódcą w Wadi-e Swat. Przystąpił do działań zaczepnych, które doprowadziły do bitwy w Wadi-e Swat, po której stopniowo narzucał prawo szariatu i wypierał jednostki sił rządowych. Silna pozycja, jaką budował Fazlullah, doprowadziła do tego, iż 13 kwietnia 2009 prezydent Pakistanu Asif Ali Zardari wprowadził w dolinie Swat prawo szariatu. Jednak talibowie na tym nie poprzestali i zajmowali kolejne okręgi, przez co armia pakistańska podjęła operację antytalibską pod kryptonimem Czarna Burza, podczas której Fazlullah został ranny.
Ofensywa zakończyła się objęciem formalniej kontroli przez siły bezpieczeństwa nad terenami doliny, po tym jak doszło do rozproszenia i przegonienia bojówek Tehrik-i-Taliban Pakistan. Jednak już kilka miesięcy po jej zakończeniu talibowie faktycznie kontrolowali wiele jej terenów, a Fazlullah odbudowywał swoją pozycję. Ułatwiła mu to katastrofalna powódź, która nawiedziła Pakistan na przełomie lipca i sierpnia 2010. Głównymi terenami dotkniętymi przez kataklizm były tereny Chajber Pasztunchwa, w szczególności Wadi-e Swat. Podczas powodzi Fazlullah wezwał bojowników do powrotu na tereny, z których zostali wyparci. Ekstremiści zdobyli także zaufanie powodzian, gdyż ich pomoc była często efektywniejsza od pomocy niesionej przez władze.
Stał za różnymi zamachami, w tym za zamachem, w którym zginął generał Sanaullah Chan Niazi, dowódca sił wojskowych w dolinie Swat. Jego grupa bojowa stała za próbą zabójstwa, zakończoną postrzeleniem 9 października 2012 młodocianej pakistańskiej aktywistki Malali Yousafzai oraz zamordowaniem 16 grudnia 2014 r. ponad 130 kilkunastoletnich uczniów szkoły wojskowej w Peszawarze.

### Lider Tehrik-i-Taliban Pakistan
Fazlullah cieszył się uznaniem dowódców TTP Baitullaha Mehsuda i jego następcy Hakimullaha.
Sześć dni po śmierci Hakimmulaha Mehsuda w nalocie amerykańskiego drona z 1 listopada 2013 nowym liderem pakistańskich talibów został wybrany przez szurę Fazlullah. Ukrywał się prawdopodobnie wzdłuż granicy afgańsko-pakistańskiej.

### Śmierć
Fazlullah zginął, podobnie jak jego poprzednik, w nalocie amerykańskiego drona.